# Idiophthalma pantherina
Idiophthalma pantherina là một loài nhện trong họ Barychelidae. Loài này phân bố ờ Venezuela.